# Maximiliano Laso
 Maximiliano Andres Laso  (sinh ngày 17 tháng 2 năm 1988 ở Buenos Aires) hay đơn giản Maxi Laso, là một cầu thủ bóng đá người Argentina.